# Wurmbea nilpinna
Wurmbea nilpinna là một loài thực vật có hoa trong họ Colchicaceae. Loài này được R.J.Bates mô tả khoa học đầu tiên năm 2007.